# 塩竈市立第二中学校
塩竈市立第二中学校（しおがましりつ だい2ちゅうがっこう）は、宮城県塩竈市にある公立中学校。

## 校訓
親和一誠、自発協力

## 教育目標
- 自主・自学の向上心をもち，真剣に学習する生徒
- 礼節の中に思いやりをもち，互いに認め合う生徒
- 心身を鍛え合い，たくましく生きる生徒

## 沿革
- 1947年（昭和22年）4月1日 - 開校
- 1974年（昭和49年）4月1日 - 新築移転

## 学区
- 杉の入小学校の全域及び第二小学校のうち伊保石2番地170〜331・24番地16〜156・34番地・64番地・北浜三丁目・四丁目・・千賀の台一丁目・千賀の台二丁目1番〜12番・千賀の台三丁目・隣接造成団地・藤倉一丁目〜三丁目

## 著名な出身者
- 畑中みゆき（フリースタイル・スキー選手）